# Alberto Ruiz-Gallardón
Alberto Ruiz-Gallardón Jiménez, né le 11 décembre 1958 à Madrid, est un homme politique espagnol, membre du Parti populaire (PP).
Après avoir été secrétaire général de l'Alliance populaire pendant quelques mois, entre 1986 et 1987, il devient porte-parole du groupe du PP au Sénat en 1993. Il démissionne deux ans plus tard et se présente aux élections régionales dans la communauté de Madrid, dont il remporte la présidence avec la majorité absolue en 1995, et où il sera reconduit en 1999.
Il est remplacé en 2003 par Esperanza Aguirre, tandis qu'il est élu maire de Madrid, un poste qu'il conserve en 2007 et 2011. À la fin de cette même année, il devient ministre de la Justice, poste qu'il occupera jusqu'à sa démission en 2014, à la suite de l'échec de son projet de loi controversé sur la réforme du droit à l'interruption volontaire de grossesse.

## Biographie

### Enfance et jeunesse
Fils d'avocat et homme politique conservateur, libéral et monarchiste, il obtient son baccalauréat (es) dans un lycée jésuite, puis une licence de droit à l'université San Pablo-CEU, qui constituait à l'époque une antenne de l'université complutense de Madrid. Il passe ensuite les concours de procureur, et se classe deuxième de la vingt-huitième promotion du ministère public. Il est brièvement affecté à la cour provinciale de Malaga, avant d'être placé en disponibilité.
Il est le cousin de Cécilia Attias, née Cécile Ciganer-Albéniz, deuxième épouse de Nicolas Sarkozy, par Isaac Albéniz (arrière-grand-oncle de Ruiz-Gallardón et arrière-grand-père de Cécilia Attias).

### Débuts en politique
En 1983, il est élu au conseil municipal, sur la liste de l'AP, qui reste cependant dans l'opposition.
Il se fait remarquer dès l'année suivante par sa violente charge contre la revue de bandes dessinées Madriz, subventionnée par la municipalité, du fait des références politiques et du langage du monde de la drogue présents dans cette histoire. Il dénonce en effet « une porcherie répugnante, pornographique, blasphématoire, au sens juridique, contraire à la morale et à la famille ».
Après avoir été nommé au comité exécutif de l'AP en 1986, il échoue, lors des élections générales anticipées de juin, à être élu au Sénat dans la province de Palencia. À peine trois mois plus tard, à l'âge de 27 ans seulement, il devient le nouveau secrétaire général de l'Alliance populaire en remplacement de Jorge Verstrynge, de plus en plus critique du président Manuel Fraga. À l'occasion du congrès de février 1987, il est promu vice-président par Antonio Hernández Mancha
Pour l'élection régionale du 10 juin 1987, il se présente à la présidence de la Communauté de Madrid, mais il échoue. Il est par la suite nommé porte-parole de l'AP en juillet, dans le cadre d'un remaniement de la direction. Il est, dans le même temps, élu sénateur par le Parlement de la communauté de Madrid.
Membre de la députation permanente de la chambre haute des Cortes Generales, il tente, en juin 1989, d'être investi président de la communauté de Madrid au moyen d'une motion de censure constructive, rejetée à l'issue d'un débat tendu et virulent, grâce à l'abstention d'un ancien député régional du parti conservateur.
L'année suivante, il mène l'enquête interne au Parti populaire (PP), qui succède à l'AP, concernant une affaire de corruption, l'affaire Naseiro. Contrairement à ce que présentait la presse à l'époque, son rapport ne recommandait aucune expulsion, alors que les médias évoquaient notamment le nom d'Eduardo Zaplana, alors président du PP d'Alicante.
Chef de file du PP à l'élection régionale de 1991 en Communauté de Madrid, il parvient à devancer le socialiste sortant Joaquín Leguina avec 43,2 % des voix et 47 députés sur 101, soit six points et six sièges d'avance sur le PSOE. Ce dernier forme toutefois une coalition avec la Gauche unie (IU), permettant le maintien de Leguina au pouvoir. Le 6 juillet 1993, Alberto Ruiz-Gallardón devient porte-parole du groupe conservateur au Sénat, poste auquel il renonce deux ans plus tard, afin de se présenter de nouveau à l'élection régionale de mai 1995.

### Président de la communauté de Madrid
Lors du scrutin, organisé le 28 mai, il remporte une nette majorité absolue avec 51,7 % des voix et 54 députés sur 103, dans un contexte national de défaite pour le Parti socialiste ouvrier espagnol (PSOE). Le 29 juin  suivant, il obtient l'investiture de l'Assemblée de Madrid et devient alors le deuxième président de la communauté de Madrid, avec un programme axé sur la lutte contre le chômage, les privatisations et la réduction de la taille du secteur public.
Il se présente à sa succession aux élections régionales du 13 juin 1999, et l'emporte sans difficulté avec 52,2 % des suffrages et 54 élus sur 102, face à Cristina Almeida, candidate socialiste dont le parti accuse un retard de quinze points. Il assure alors le passage aux trente-cinq heures de travail hebdomadaire dans l'administration régionale, et le transfert des compétences nationales dans les domaines de la santé et de l'éducation.

### Maire de Madrid
À l'occasion des élections locales du 25 mai 2003, il se présente à la mairie de Madrid, en remplacement de José María Álvarez del Manzano, au pouvoir depuis douze ans. Il maintient sans difficulté le PP au pouvoir, sa liste, dont la numéro deux est Ana Botella, épouse de José María Aznar, obtenant 51,3 % des suffrages exprimés et 30 élus sur 55. Il est investi le 23 juin suivant, mais un imbroglio politique l'oblige à rester président de la communauté de Madrid jusqu'au 21 novembre, lorsque la conservatrice Esperanza Aguirre est désignée pour lui succéder.
Il met alors en œuvre son projet phare de rénovation de l'autoroute M-30, qui fait le tour de la capitale espagnole, notamment le creusement d'un tunnel là où elle longe la rivière Manzanares, afin de créer un vaste espace vert piétonnier sur les deux rives. L'ensemble des décisions du conseil municipal relatives à ce projet a toutefois été annulé par le tribunal supérieur de justice de la communauté de Madrid (TSJM) en 2008, pour violation des règles de protection de la santé, de l'environnement et du patrimoine[réf. souhaitée].De plus, le recours massif à l'endettement, en vue de financer ce projet gigantesque, a conduit la ville à être la plus endettée d'Espagne, ce qui a jeté le soupçon sur les véritables buts poursuivis par la mairie lorsque celle-ci a décidé d'installer des parcmètres.[réf. nécessaire]
À la suite de sa décision de célébrer un mariage homosexuel, une réforme à laquelle le PP s'était opposé aux Cortes Generales, il fait l'objet de critiques de la part de la direction du parti, mais obtient le soutien de Manuel Fraga, pour qui Ruiz-Gallardón n'a fait qu'appliquer la loi.
Candidat à un second mandat le 27 mai 2007, il s'impose avec 55,6 % des voix et 34 sièges sur 57, loin devant la liste socialiste de Miguel Sebastián, conseiller économique de José Luis Rodríguez Zapatero. Au cours de ce deuxième mandat, il échoue à obtenir l'organisation des Jeux olympiques d'été de 2016, entame la mise en application de la loi sur le statut de capitale et le régime spécial de Madrid, qui en élargit les compétences, crée une unité spécialisée pour le contrôle du trafic automobile, déchargeant de fait la police municipale de ces fonctions, et rend piétonnières certaines rues du centre historique de la ville.
Bien qu'il ait annoncé la possibilité qu'il se retire de la vie politique en 2008, à la suite du refus de Mariano Rajoy de le placer en deuxième position sur la liste du PP pour les élections législatives espagnoles dans la communauté de Madrid, du fait des pressions d'Esperanza Aguirre, il se présente finalement à un troisième mandat aux élections du 22 mai 2011, qu'il remporte en recueillent 49,6 % des suffrages et 31 élus au conseil municipal.

### Ministre de la Justice
Aux élections générales anticipées du 20 novembre 2011, il est élu député de Madrid. Il est cependant nommé, le 22 décembre suivant, ministre de la Justice et démissionne alors de son poste de maire et de député.
En tant que ministre, il porte un projet de loi limitant l'avortement aux malformations du fœtus pouvant provoquer un risque pour l'équilibre psychologique de la mère.
Selon le quotidien El Mundo, son fils s'est rendu coupable d'un délit de fuite à l'issue d'un accident de la route à Madrid le 14 juin 2014, le journal ajoutant que la police s'est montrée peu amène dans ses recherches.
Il annonce sa démission immédiate, ainsi que son retrait de la vie politique, le 23 septembre suivant, après l'annonce par le président du gouvernement, Mariano Rajoy, du retrait du projet de loi relatif à la réforme de la législation sur l'interruption volontaire de grossesse.